# Madonna como una celebridad

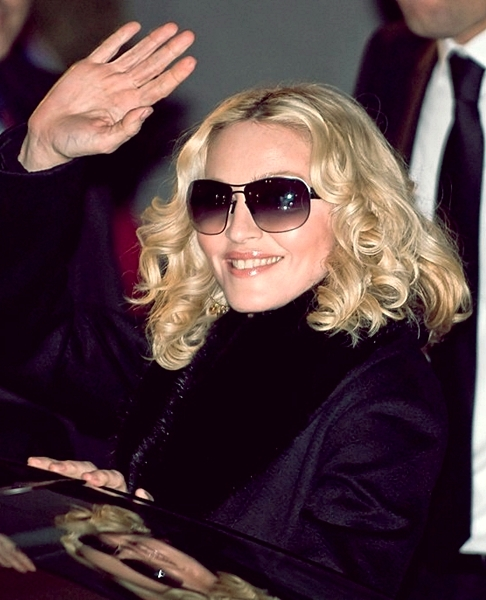
La fama de Madonna ha dado origen a numerosos estudios académicos.

Madonna es una artista y empresaria estadounidense que debutó en la escena en 1983. Desde entonces, ha gozado de un estatus y condición de estrella o celebridad internacional, dando origen a importantes estudios y análisis en la disciplina camp, así como de las ciencias de la información y medios masivos. Para los académicos de la Pontificia Universidad Javeriana, ella «es más una figura mediática que un músico». 
En su carrera que abarca cuatro décadas, Madonna ha tenido una reputación intermitente como la mujer más famosa del Planeta, y según universidades de Europa en un método científico, es la mujer más influyente de la historia humana.
Madonna se convirtió con su álbum de 1984, Like a Virgin en la primera estrella pop femenina. Tan sólo un año después, apareció en la portada de la revista Time y fue considerada por la publicación como el «proyecto más atractivo del mundo del entretenimiento, encima de otros contemporáneos como Michael Jackson, Prince o Bruce Springsteen». El novelista Rodrigo Fresán comentó que para ese entonces, la artista «ya formaba parte del inconsciente colectivo universal».
Durante su carrera que abarca cuatro décadas, Madonna ha sido el único acto musical que ha conservado el mismo estatus. La compañía Telcel recuerda que ninguna artista ha llamado más la atención que Madonna, siendo ella la más influyente. Entretanto, la autora Pamela Robertson dijo que la cantante «ha sido el tema más consistente del debate público que prácticamente cualquier otro artista en la historia». Ana Marta González en su ensayo sobre cultura postmoderna, escribió que «si con ello significamos el porcentaje de apariciones mediáticas, Madonna sería culturamente más significativa que la mayor parte de las personas que han cambiado el rumbo de la historia o el pensamiento».
Madonna junto con Michael Jackson cambiaron la condición cultural de una celebridad de pasar por el talento al mercadeo. El periodista Peter Robinson de The Guardian consideró que «Madonna prácticamente inventó la fama pop contemporánea, por lo que hay un poco de ella en el ADN de cada cosa moderna del pop». El profesor Mathew Donahue de la Bowling Green State considera de ella, la «reina de todos los medios de comunicación», y el periodista Alberto Fuguet como la «dueña». Además, el comunicador social estadounidense Alvin Hall la nombró como la «celebridad más famosa del Planeta». También es conocida como la «reina de la popularidad», y «de la comunicación subliminal».

## Contexto y recepción

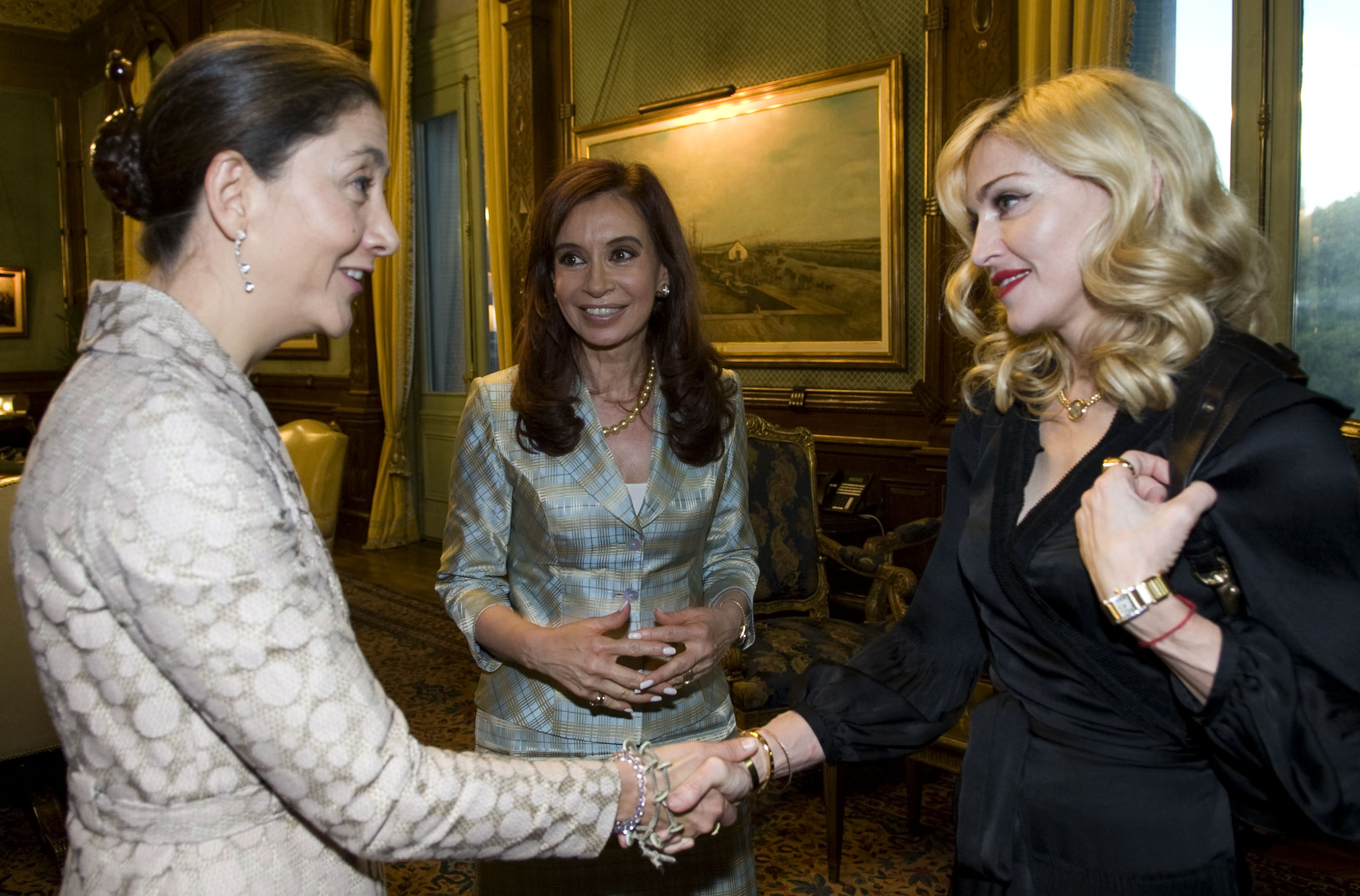
Madonna (derecha), saludando a Íngrid Betancourt y a la presidenta argentina, Cristina Fernández de Kirchner.

El autor del libro Madonna (1993), Leo Tassoni, describe que «en el espectáculo es esencial la actitud de la prensa especializada que, con sus artículos y entrevistas en los medios de comunicación, contribuye en gran manera a comercializar lo que vende una estrella, tanto si son discos, conciertos, películas o vídeos». Ana Marta González en el libro Ficción e identidad. Enyasos de cultura postmoderna escribió que «los medios de comunicación canalizan y en muchos casos suscitan corrientes de opinión y sentimiento». Sin embargo, la autora de referencia apuntó que «la influencia de Madonna no llega por lo general a las raíces de la vida».
Para los académicos de la Pontificia Universidad Javeriana, la artista «es más una figura mediática que un músico». El periodista Peter Robinson para el medio británico The Guardian escribió que «Madonna es la reina original de los medios populares». Además agregó que «la formación de los medios, es una parte de rutina de pre-lanzamiento para cualquier nueva estrella popular; pero Madonna no lo necesitó. Ella escribió este libro con su sangre». El equipo de redacción del periódico mexicano Milenio escribió que «cuando la fama de una estrella rebasa cierto punto la atención general se enfoca ya solamente sobre su persona». En este punto, «Madonna tiene un atractivo taquillero fuera de serie». También agregaron que «no es fácil explicar la extraordinaria fascinación que rodea la atmósfera mediática en la que se mueve». Según el periódico La Vanguardia, «la popularidad de Madonna no cesa y allá donde va triunfa. El prestigio de la "reina del pop" va más allá del mundo de la música. El tiempo no pasa para» ella.
| Ya era famosa antes de que aparecieran las redes sociales, por lo que para mí la fama no es una carga. Es la manifestación o la consecuencia de mi trabajo, y eso fue dos décadas antes de las redes sociales. Para mí lo que supone una carga es que ahora la gente esté más preocupada por ser famosa que por hacer su trabajo o ser una artista. Ahora es muy fácil hacerse famoso. Lo que es más difícil es evolucionar como artista sin distraerte o verte consumido por la fama. —Madonna en 2016, reflexionando sobre la fama y redes sociales. |

Rolling Stone de España escribió que «Madonna se convirtió en la primera maestra viral del pop, años antes que se utilizara masivamente Internet. Madonna estaba en todas partes, en los todopoderoso canales de televisión de música, radio fórmulas, portadas de revistas e incluso en las librerías. Una dialéctica pop, nunca vista desde el reinado de The Beatles, lo que le permitió mantenerse en el borde de la tendencia y la comercialidad». Según comenta Juan Sardá de El Cultural en una nota del 2015, ella «ha sido el único acto musical que ha conservado el mismo estatus, durante más de 35 años». La compañía Telcel recuerda que ninguna artista ha llamado más la atención que Madonna, siendo ella la más influyente. Entretanto, la autora Pamela Robertson dijo que la cantante «ha sido el tema más consistente del debate público que prácticamente cualquier otro artista en la historia».
Paloma Herce, de la revista de moda Harper's Bazaar, comentó que «Like a Virgin dio comienzo a una nueva década en todos los aspectos culturales, no sólo en el ámbito cultural. Las adolescentes la imitaban, creó un nuevo icono en la industria musical y se convirtió, por méritos propios, en la primera estrella pop femenina». Madonna llegó a sitios donde hasta entonces ninguna estrella pop tradicional hubiera llegado. Tan sólo un año después, apareció en la portada de la revista Time y fue considerada por la publicación como el «proyecto más atractivo del mundo del entretenimiento, encima de otros contemporáneos como Michael Jackson, Prince o Bruce Springsteen». El novelista Rodrigo Fresán comentó que para ese entonces, la artista «ya formaba parte del inconsciente colectivo universal». En la década de 1990, el lanzamiento del libro Sex representó grandes controversias sociales, expectativas y comentarios en todo el mundo.
En la década del 2000, un estudio realizado por la sociedad británica por derechos de autor (PPL, siglas en inglés) situó a Madonna como el acto musical cuyas grabaciones tuvieron más espacio en estaciones de radio, televisión y lugares públicos entre 2000 y 2009, superando a The Beatles, Robbie Williams, Queen, y Take That, siendo la única mujer entre los primeros cinco lugares y superando así a todos los actos locales. Por su permanencia y éxito, el profesor Mathew Donahue de la Bowling Green State considera de Madonna, la «reina de todos los medios de comunicación», y el periodista Alberto Fuguet como la «dueña». Además, el comunicador social estadounidense Alvin Hall la nombró como la «celebridad más famosa del Planeta». También es conocida como la «reina de la popularidad».

## Análisis y legado
| [...] Si con ello significamos el porcentaje de apariciones mediáticas, Madonna sería culturamente más significativa que la mayor parte de las personas que han cambiado el rumbo de la historia o el pensamiento. —Ana Marta González en Ficción e identidad. Ensayos de cultura postmoderna. |

Madonna junto con Michael Jackson cambiaron la condición cultural de una celebridad de pasar por el talento al mercadeo. Elysa Gardner para USA Today dijo que «ningún otro artista ha sido más fundamental en la conformación de nuestra visión moderna de celebridades como "personas que necesitan las personas" —y la atención, tal como Madonna—». El académico Becca Cragin explica que ella «ha logrado mantener la atención del público durante 30 años, en gran parte debido a su uso hábil de lo visual en la expresión de sí misma y la comercialización de su música». El crítico musical Stephen Thomas Erlewine, consideró que «uno de los mayores logros de la artista es cómo ha manipulado a los medios y al público con su música, sus vídeos, su publicidad y su sexualidad». Becky Johnston de la revista Interview comentó: «pocas figuras públicas son magos de la manipulación de la prensa y del cultivo de publicidad como Madonna lo es». Según Uproxx, Madonna es la celebridad más grandiosa de todos los tiempos.
Omar López Mato comenta que «Madonna es una imagen mediática, que está sostenida, además por un aparato enorme, inimaginable para el hombre común, como un ícono de un tiempo y de una manera de expresarse. Ese es el camino, no hay otro» agregó. Roy Shuker en el libro Rock total: Todo lo que hay que saber apuntó que «Madonna representa una imagen bancaria, cuidadosa y continuadamente construida en un época de globalización mediática». Los autores del libro La otra historia del rock: aspectos clave del desarrollo de la música popular: desde las nuevas tecnologías hasta la política y la globalización comentaron lo siguiente:

Llegó a ser tan mundialmente conocida que podría decirse que su persona bastará para suscitar el interés de los medios de comunicación y garantizará las ventas de sus discos por lo que le resta de vida. De entre todas los artistas del pop, ella es quien ha logrado integrar más satisfactoriamente la imagen y el sonido, y fue el primer icono femenino de la era postfeminista: nunca se ha dudado de que ella es dueña de su propio destino, y rara vez se ha insinuado que no haya disfrutado en todo momento de su fama.

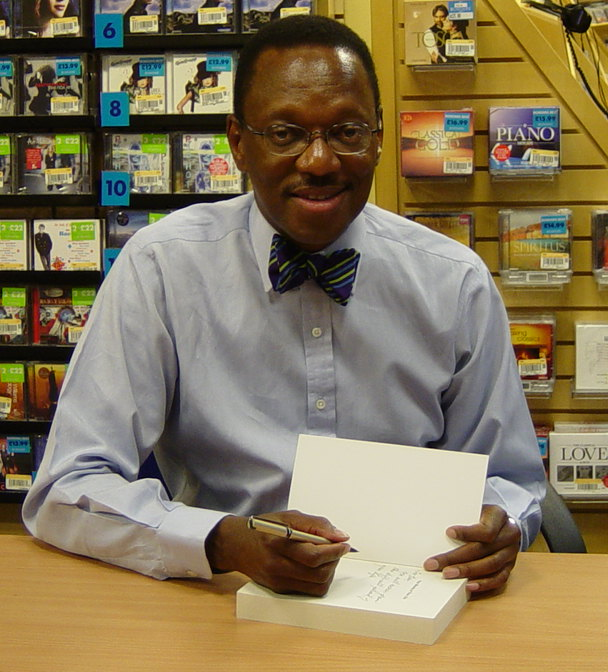
El comunicador social estadounidense Alvin Hall nombró a Madonna como la «celebridad más famosa del Planeta».

Leo Tassoni en su libro Madonna escribió que «un factor que le ayuda a estar siempre en la cumbre de la popularidad es su franqueza, su forma tan directa de contestar a lo que preguntan, que desconcierta y da qué hablar a la gente, que si bien se escandaliza por lo que dice, aprecia esa honestidad, esa forma de ser tan abierta». Los autores del libro Media Studies: The Essential Resource escribieron que «hay nuevas formas culturales cuando los nuevos álbumes de Madonna crean una idea de eventos mediáticos». También añadieron que «una variedad de medios de comunicación hablan en revistas populares y periódicos, programas de televisión y radios de pop, comentarios críticos sobre Madonna».
El psicólogo John Fiske expresó que «Madonna se convierte en parte de nuestra vida cotidiana». En su análisis, él provee que «ella no es popular porque es promovida por la industria cultural, sino por sus intentos de forjar su propia identidad dentro de una cultura masculina definida por tener una cierta relevancia para sus fanes». El académico y crítico cultural, Douglas Kellner explicó que «la popularidad de Madonna también requiere centrarse en el público, no sólo como individuos, sino como miembros de grupos específicos».
El crítico literario Óscar Contardo recuerda que «el personaje de Madonna produce y pone en circulación a escalas industriales y planetaria la sensibilidad camp». Según la escritora de ciencia y tecnología Annalee Newitz «los académicos en los campos de la teología a los estudios queer han escrito literalmente, volúmenes sobre lo que significa la fama de Madonna para las relaciones de género, la cultura estadounidense y el futuro». Como Newitz, el autor de Images of women in American popular culture (1995) dijo que «Madonna había llegado a tal celebridad asombrosa que las evaluaciones académicas y populares daban evaluaciones del significado para el futuro del feminismo y de los valores sexuales de los jóvenes». El periodista Peter Robinson de The Guardian consideró que «Madonna prácticamente inventó la fama pop contemporánea, por lo que hay un poco de ella en el ADN de cada cosa moderna del pop». Lindsay Zoladz en la revista de cultura y política New York dijo:

Si Internet es nuestra religión moderna, entonces Madonna es su «Dios» del Antiguo Testamento —la todopoderosa, y espinoza creadora, del overshare—. Usted sabe que toda la postura ingeniosa, el narcisismo desafiante que está ahora practicada de manera diara por cualquier persona con un perfil en las redes sociales, Madonna básicamente inventó eso.

## Ubicuidad e imagen pública
Como cualquier figura histórica o icono pop, el estatus de celebridad de Madonna difiere según las opiniones de los expertos, aunque a diferencia del resto de cualquier acto musical, se toma generalmente que es el único que ha mantenido su condición. Muchos intelectuales han descrito esta simbiosis. Por ejemplo, Michiko Kakutani (ganador del premio Pulitzer) sintió que Madonna es increíblemente popular. O bien: «Está claro que Madonna no es amada universalmente.» O bien: «La política de sexo y representaciones del género, se relacionan con la identidad que no se ha perdido en Madonna». La autora Maureen Orth explica esta contradicción de la siguiente forma, dando por conclusión que es un impacto sociocultural:

La celebridad de Madonna es única, ya que parece depender tanto de la repugnancia como de la aceptación. Su marco de la fama, a diferencia de la mayoría de los otros «megaestrellas», se basa en gran medida de las personas que la aman u odian. Tal vez no es de extrañar que incluso los académicos están haciendo un activo comercio en la «Madonna-logía».

El editor musical Bill Friskics-Warren escribió que «el estrellato de Madonna y su ubicuidad cultural, la han convertido en una construcción social como cualquier otra cosa; una persona ideal convertida en, como Steve Anderson puso, a lo largo de las líneas icónicas de Elvis Presley o Marilyn Monroe». El periodista Mark Watts sintió que «la declinación de la artista ha ido por así decirlo, mano a mano con la teoría postmoderna». En el libro Vacaciones en el paraíso aparece que «iconos culturales como Madonna, han sido construidos por la publicidad y los medios de comunicación para personificar la buena vida». En una opinión ambivalente, el escritor y crítico belga Luc Sante dijo que la intérprete «quiere conquistar el inconsciente para convertirse en indeleble». El único talento que tiene, se encuentra en el reino de la autopromoción indicó. Así, es conocida como «la reina de la comunicación subliminal». Los autores del libro Encyclopedia of Women in Today's World, Volumen 1 comentan que «el debate de los medios se centra en las contribuciones de Madonna al rock y a su atractivo comercial de masas». Xavi Sánchez Pons del periódico español La Razón comentó:

Si bien a estas alturas del partido no tiene que demostrar nada a nadie, el reinado y la popularidad de Madonna en la música pop siempre han generado dudas. Como todo mito pop que se precie; hay razones suficientes tanto para estar a favor como en contra de ella.

### Consultada
- Aguilar Guzmán, Marcela (2010). Domadores de historias. Conversaciones con grandes cronistas de América Latina. RIL Editores. ISBN 956-284-782-9.
- Benson, Carol; Metz, Allen (1999). The Madonna Companion: Two Decades of Commentary (en inglés). Music Sales Group. ISBN 0-8256-7194-9.
- Claude, Guilbert-Georges (2002). Madonna As Postmodern Myth (en inglés). McFarland & Company. ISBN 0786414081.
- Dorenkamp, Angela G. (1995). Images of women in American popular culture (en inglés). Harcourt. ISBN 0155010131.
- Friskics-Warren, Bill (2006). I'll Take You There: Pop Music and the Urge for Transcendence (en inglés). A&C Black. ISBN 0826419216.
- Frith, Simon; Straw, Will; Street, John (2006). La otra historia del rock: aspectos clave del desarrollo de la música popular : desde las nuevas tecnologías hasta la política y la globalización (en inglés). Ediciones Robinbook. ISBN 9788496222526.
- Fuguet, Alberto (2011). Primera parte. Chile: Penguin Random House Grupo Editorial. ISBN 9563470133.
- González, Ana Marta (2009). Ficción e identidad. Ensayos de cultura postmoderna. Ediciones Rialp. ISBN 9788432137280.
- Izod, John (2011). Myth, Mind and the Screen: Understanding the Heroes of Our Time (en inglés). Universidad de Cambridge. ISBN 0521796865.
- López Mato, Omar (2009). Cuento de hados: "diálogos: privatización del ágora en el periodo 2003-2009". Argentina: Olmo Ediciones. ISBN 9789871555062.
- Prins, Mirla Villadiego; Sierra Gutiérrez, Luis Ignacio; Garcés Montoya, Ángela Piedad (2008). Industrias culturales, músicas e identidades: una mirada a las interdependencias entre medios de comunicación, sociedad y cultura. Pontificia Universidad Javeriana. ISBN 9789587161809.
- Oxfam, Intermón (2008). Vacaciones en el paraíso. Intermón Oxfam Editorial. ISBN 9788484525462.
- Rayner, Philip; Wall, Peter; Kruger, Stephen (2004). Media Studies: The Essential Resource (en inglés). Psychology Press. ISBN 9780415291729.
- Real, Michael R. (1996). Exploring Media Culture: A Guide (Volumen 22 de Communication and Human Values) (en inglés). SAGE Publications. ISBN 1452248311.
- Robertson, Pamela (1996). Guilty Pleasures: Feminist Camp from Mae West to Madonna (en inglés). I.B.Tauris. ISBN 1860640877.
- Shuker, Roy (2009). Rock total: Todo lo que hay que saber. Ediciones Robinbook. ISBN 9788496924666.
- Sloan, Jane E.; Oyster, Carol K.; Stange, Mary Zeiss (2011). Encyclopedia of Women in Today's World (en inglés). SAGE Publications. ISBN 1412976855.
- Tassoni, Leo (1993). Madonna. Icaria Editorial. ISBN 8474262070.

### Complementaria
- Cross, Mary (2007). Madonna: A Biography (en inglés). Greenwood Publishing Group. p. 77. ISBN 9780313338113.
- Hartley, John (2003). Communication, Cultural and Media Studies: The Key Concepts (en inglés). Routledge. p. 127. ISBN 9781134492077.
- Kellner, Douglas (2003). Media Culture: Cultural Studies, Identity and Politics between the Modern and the Post-modern (en inglés). Routledge. ISBN 9781134845705.
- Murphy, Timothy (2013). Reader's Guide to Lesbian and Gay Studies (en inglés). Routledge. p. 107. ISBN 9781135942410.
- Taraborrelli, J. Randy (2008). Madonna: An Intimate Biography (en inglés). Pan Macmillan. ISBN 9780330470186.
- Marketing Madonna: Celebrity Agency Across the Cultural Industry (en inglés). Universidad de York. 2006. p. 349. ISBN 9780494295373.
- La popularidad de los álbumes de Madonna según la revista Billboard Archivado el 25 de diciembre de 2015 en Wayback Machine. Tigo
- Madonna, diva pecadora Terra.com